# ネコde小判
ネコde小判（ネコでこばん）は、2001年にアリストクラートテクノロジーズが開発、発売し、三洋物産が販売したパチスロ機である。サミーの製造支援を受けている。4号機。型式名は『ネコデコバン』。 
当時同社はサミーと業務提携しており、製品の殆どがサミーと同じ筐体であった。本機においても『獣王』や『ダブルチャレンジ』と同様に同じ仕様の筐体を使っており、サミーブランドとしての人気を誇っていた。
リプレイが3連続するとAT・ボーナスが確定し、4連続すると最大3000G継続のジャックポットATに突入するという、現在のアリストクラート製品（巨人の星など）に繋がるゲーム性を持っていた。
ところがサミー機コピー打法発覚により、本機もその打法が通用することが発覚し、シマを閉鎖し、後にレバー部の部品が交換された。リプレイ4連続でとてつもないATに突入することで、攻略法が発覚した機種の中で一番容易に大量獲得できる機種であった。

## ゲーム機
- オンラインゲームサイト『777town.net』にてプレイが可能である。

## 関連商品
- 『サミーパチスロ爆裂コンピ BEST SLOT SOUND SELECTION』（ポニーキャニオン、2005年9月7日、PCCR-90016）